# Dampta
Dampta est un village du Cameroun situé dans le département du Mayo-Louti et la Région du Nord, à proximité de la frontière avec le Nigeria. Il fait partie de l'arrondissement (commune) de Mayo-Oulo et du lamidat du même nom.

## Population
Lors du recensement de 2005, 2 256 personnes y ont été dénombrées.